# Tempio A
Il Tempio A (o Tempio di Hera) è un tempio greco ottastilo, periptero, in stile dorico situato nel sito archeologico di Metaponto, in Basilicata. Posizionato tra il Tempio B e il l'oikos C è il più grande tempio del santuario urbano di Metaponto.